# Krempelj
Krempelj je upognjen, špičast izrastek na koncu prstov pri večini sesalcev, plazilcev in ptičev. Je iz beljakovine, imenovane keratin. Podobne izrastke, ki niso špičasti, imenujemo nohti. Kremplji, podobno kot nohti, rastejo vse življenje.

## Kremplji pri mačkah
Mačka ima 18 krempljev. Štiri ima na vsaki zadnji in pet na vsaki prednji šapi. Peti krempelj na prednji šapi je na krnjavem prstu. Kremplje mačka uporablja pri različnih aktivnostih, vključno z bojem in lovom. Zato strokovnjaki pravijo, da so pri njej kremplji orožje in orodje. Z ostrimi kremplji lahko mačka dobro zgrabi plen. 
Kremplji so tudi eden od dejavnikov, ki mački omogoči dobro plezanje. Uporabi jih kot kavlje, na katere se med plezanjem obesi.
Mačka kremplje potegne nazaj, ko jih ne uporablja. Majhni ligamenti (vezi iz elastičnega tkiva), ki so pritrjeni na prstnice, držijo kremplje v šapi, večji ligamenti pa jih po potrebi potegnejo navzven. Vse vrste mačk, razen geparda, lahko kremplje potegnejo nazaj, da zaščitijo njihove konice. Izjema je tudi ribiška tigrasta mačka. Njeni kremplji so preveliki, da bi jih lahko v celoti skrila. 
Ko mačka ob drevesu ali pohištvu brusi svoje kremplje, jih lupi in krajša. S krempljev spraska obrabljeno zunanjo plast, pod njo pa so nove ostre konice.
V Severni Ameriki mnogi lastniki mačkam odstranijo kremplje, kar imenujemo onihektomija (angl. Onychectomy ali Declawing, grško: ὄνυξ onycho, krempelj + ἐκτομή ektome, odstranitev). Onihektomijo mnogi štejejo za mučenje in študije dokazujejo, da slabo vpliva na obnašanje in zdravje mačke.

## Kremplji pri psih
Tudi večina psov ima 18 krempljev, a nekateri jih imajo le 16. Za razliko od mačke pes krempljev ne more potegniti nazaj.
Tisti psi, ki se veliko gibajo po  grobih površinah, se jim kremplji brusijo kar sami. Ostalim psom pri krajšanju pomagajo njihovi lastniki. Predolgi kremplji lahko povzročijo deformacijo prstnih sklepov, s tem pa tudi težave pri hoji. Pasji krempelj je sestavljen iz zunanjega trdega dela in zelo občutljivega mehkega notranjega dela, po katerem potekajo žile in živci. Svetli kremplji imajo roza obarvan notranji del, ki je dobro viden. Zato je striženje pri svetlih krempljih manj  nevarno, kot pri psih s temnimi kremplji. 
Vzreditelji psov že mladičkom pogosto odstranijo peti krempelj, ki je na krnjavem prstu vsake od prednjih tačk. Običajno se peti krempelj odstrani zaradi lepšega videza tačke. Volk, čeprav je domačemu psu sorodna vrsta, običajno nima petega kremplja na prednji taci. Znanstveniki predvidevajo, da so volkovi s petim krempljem na prednji taci potomci mešanja med volkom in domačim psom.